# 국민대회준비위원회
국민대회준비위원회는 1945년 9월 7일, 송진우가 건국준비위원회에 대항하여 '임시정부 봉대'(임정봉대론)를 주장하며 설치한 기관이다. 약칭으로 국준이라 불리며, 국민대회준비위원회는 뒷날 한국민주당 창당 이후 사실상 해체되었으나, 송진우 암살 이후 소멸되었다.

## 개요
1945년 8월 조선총독부 정무총감 엔도 류사쿠는 송진우와 교섭을 시도하였으나 송진우는 임정봉대를 주장하면서 거절당하였다고 훗날 한국민주당세력에서 사실인 것처럼 주장하나 1957년에 엔도 류사쿠는 인터뷰를 통해 '한민당의 그 같은 주장은 사실무근'이라고 분명히 밝혔다.
총독부의 치안권을 인수한 것은 여운형으로, 여운형은 안재홍, 조만식 등과 건국준비위원회를 결성하였다. 이어서 여운형은 좌-우를 떠나 합작을 원칙으로 송진우에게도 건준에 참여를 권고하였으나, 송진우는 '경거망동 하지말라. 중경 임정을 맞아야한다.'며 여운형의 건국준비위원회에 참여를 거부하였다.
송진우는 여운형의 요청을 거절한 후 3.1 운동 직후부터 상해, 중경에서 조국광복을 위해 독립운동을 해온 대한민국 임시정부를 지지하면서, 건국준비위원회에 반대하여 국내 민족주의자와 지주 계급, 우파 지식인층들을 소집하여 '국민대회준비위원회'를 결성하였다.
국민준비대회준비위원회의 회원들은 9월 6일과 9월 7일 각각 고려민주당, 조선민족당, 한국국민당을 창당했는데 9월 16일 이들을 통합하여, 천도교 강당에서 한국민주당을 창당, 결성하였다.
이와 동시에 9월, 건국준비위원회가 박헌영의 공산당 세력에 의해 변질되어 조선인민공화국으로 개편되자, 이들은 '임시정부 법통 봉대론'을 내세워 건준과 그 후신인 인민공화국에 비난했다. 10월 2일 미군정이 주둔하자, 이들은 적극 환영하였다.
미군정 주둔 이후 라이벌 격인 건준은 해산되었고, 한민당 창당 이후 회원들은 거의 한민당 활동에 치중하고 있었으므로 조직은 사실상 소멸된 상태였다. 1945년 12월 30일, 모스크바 3상 회의에 신탁통치안 문제 논의과정에서 송진우가 암살되고 나머지 회원들은 한민당 정치활동을 하거나 신탁통치반대국민총동원위원회로 건너가면서 국민대회 준비위원회는 흐지부지 해산되었다.

## 위원장
- 송진우

## 같이 보기
- 건국준비위원회
- 송진우
- 김성수
- 장택상